# Ceutorhynchus distinctus
Ceutorhynchus distinctus är en skalbaggsart som beskrevs av Brisout de Barneville 1870. Ceutorhynchus distinctus ingår i släktet Ceutorhynchus, och familjen vivlar. Enligt den finländska rödlistan är arten sårbar i Finland. Arten är reproducerande i Sverige. Artens livsmiljö är torra gräsmarker.